# Gonomyia (Leiponeura) minutistyla
Gonomyia (Leiponeura) minutistyla is een tweevleugelige uit de familie steltmuggen (Limoniidae). De soort komt voor in het Neotropisch gebied.